# Wallmenroth
Wallmenroth ist eine Ortsgemeinde im Landkreis Altenkirchen (Westerwald) in Rheinland-Pfalz. Sie gehört der Verbandsgemeinde Betzdorf-Gebhardshain an und liegt im Tal der Sieg, an der Bundesstraße 62 3 km westlich der Stadt Betzdorf.

## Geschichte
In einer Urkunde von 913, in der die Grenze des alten Pfarrsprengels Haiger festgehalten wurde, tauchte Wallmenroth erstmals unter dem Namen Nodenbrath auf. Der Ort erhielt seinen heutigen Namen etwa um 1200, vermutlich durch Aleidis von Freusburg. Diese stammte von der Burg Molsberg bei Wallmerod im Westerwald und gab der zur Burg Freusburg gehörenden Siedlung den Namen Wallmenroth und dem Berg den Namen Molzberg. Der Name Nodenbrath (Nodenberg) blieb aber bis ins 17. Jahrhundert geläufig.
Die Gemarkung Wallmenroth gründete sich auf fünf Ursiedlungen. Neben den Höfen Nodenberg-Wallmenroth, Muhlau und Dasberg gehörten zur Gemarkung der 1249 erstmals erwähnte herrschaftliche Hof Hohenbetzdorf und der Bannhof (Bähnerhof, später Bahnhof).
Nach dem Wiener Kongress 1815 fiel die Grafschaft Sayn-Altenkirchen an Preußen und den entstehenden Kreis Altenkirchen. Die Gemeinde Wallmenroth gehörte dann zur Bürgermeisterei Kirchen. 1886 wird Wallmenroth der Bürgermeisterei Betzdorf zugeteilt und 1907 die Eisenbahnkolonie, in der etwa die Hälfte der Einwohner Wallmenroths wohnen, nach Betzdorf eingemeindet. Noch heute zahlt die Stadt Betzdorf hierfür eine jährliche Entschädigung.
Bis zur Sperrung der Fußgängerbrücke „Am Fahrendrieschen“ im Jahre 2008 konnte man über viele Jahrzehnte hin das auf der anderen Seite der Sieg liegende Bruche fußläufig erreichen.
Bevölkerungsentwicklung
Die Entwicklung der Einwohnerzahl von Wallmenroth bezogen auf das heutige Gemeindegebiet; die Werte von 1871 bis 1987 beruhen auf Volkszählungen:
| Jahr | Einwohner |
| 1815 | 144       |
| 1835 | 235       |
| 1871 | 538       |
| 1905 | 441       |
| 1939 | 673       |
| 1950 | 864       |

| Jahr | Einwohner |
| 1961 | 923       |
| 1970 | 1.061     |
| 1987 | 1.143     |
| 1997 | 1.280     |
| 2005 | 1.276     |
| 2024 | 1.186     |

## Politik

### Gemeinderat
Der Gemeinderat in Wallmenroth besteht aus 16 Ratsmitgliedern, die bei der Kommunalwahl am 9. Juni 2024 in einer Mehrheitswahl gewählt wurden, und dem ehrenamtlichen Ortsbürgermeister als Vorsitzendem.  Bis zur Wahl 2014 wurde in einer personalisierten Verhältniswahl gewählt, da zwei Listen angetreten waren.
Die Sitzverteilung im Gemeinderat:
| Wahl | SPD               | CDU               | Gesamt   |
| ---- | ----------------- | ----------------- | -------- |
| 2024 | per Mehrheitswahl | per Mehrheitswahl | 16 Sitze |
| 2019 | per Mehrheitswahl | per Mehrheitswahl | 16 Sitze |
| 2014 | 5                 | 11                | 16 Sitze |
| 2009 | 5                 | 11                | 16 Sitze |
| 2004 | 7                 | 9                 | 16 Sitze |

### Bürgermeister
Boris Bläser (CDU) wurde am 10. September 2024 Ortsbürgermeister von Wallmenroth. Bei der Direktwahl am 9. Juni 2024 war er als einziger Bewerber mit einem Stimmenanteil von 80,9 % für fünf Jahre gewählt worden.
Bläsers Vorgänger Michael Wäschenbach (CDU) hatte das Amt 20 Jahre ausgeübt und kandidierte bei der Wahl 2024 nicht erneut als Ortsbürgermeister.

### Wappen
| Wappen von Wallmenroth | Blasonierung: „Unter einem silbernen, oben und unten Schwarz bordierten Schildhaupt, belegt mit drei schwarzen Eberköpfen, balkenweise, in Gold eine grüne stilisierte Eiche mit fünf Wurzeln.“ |
| Wappen von Wallmenroth | Wappenbegründung: Die drei Eberköpfe stammen aus dem Wappen der Herrschaft Freusburg. Nach 913 gehörte Wallmenroth zur Pfarrei Kirch-Freusburg. Die Eiche zu Nodenbrath zeigt die bedeutende Grenz- und Hofeiche mit ihren fünf Wurzeln, stellvertretend für die ersten fünf Ansiedlungen und das Aufstreben und die Entwicklung der Gemeinde. Der goldene Hintergrund weist auf die Getreidefelder als Grundlage des Lebens. |

### Gemeindepartnerschaft
Seit 2007 besteht eine Partnerschaft mit der französischen Gemeinde Fleury-sur-Loire in der Region Bourgogne-Franche-Comté. Diese Partnerschaft hat ihre Wurzeln in der seit 1965 bestehenden Städtepartnerschaft zwischen Betzdorf und Decize.

## Kulturdenkmäler

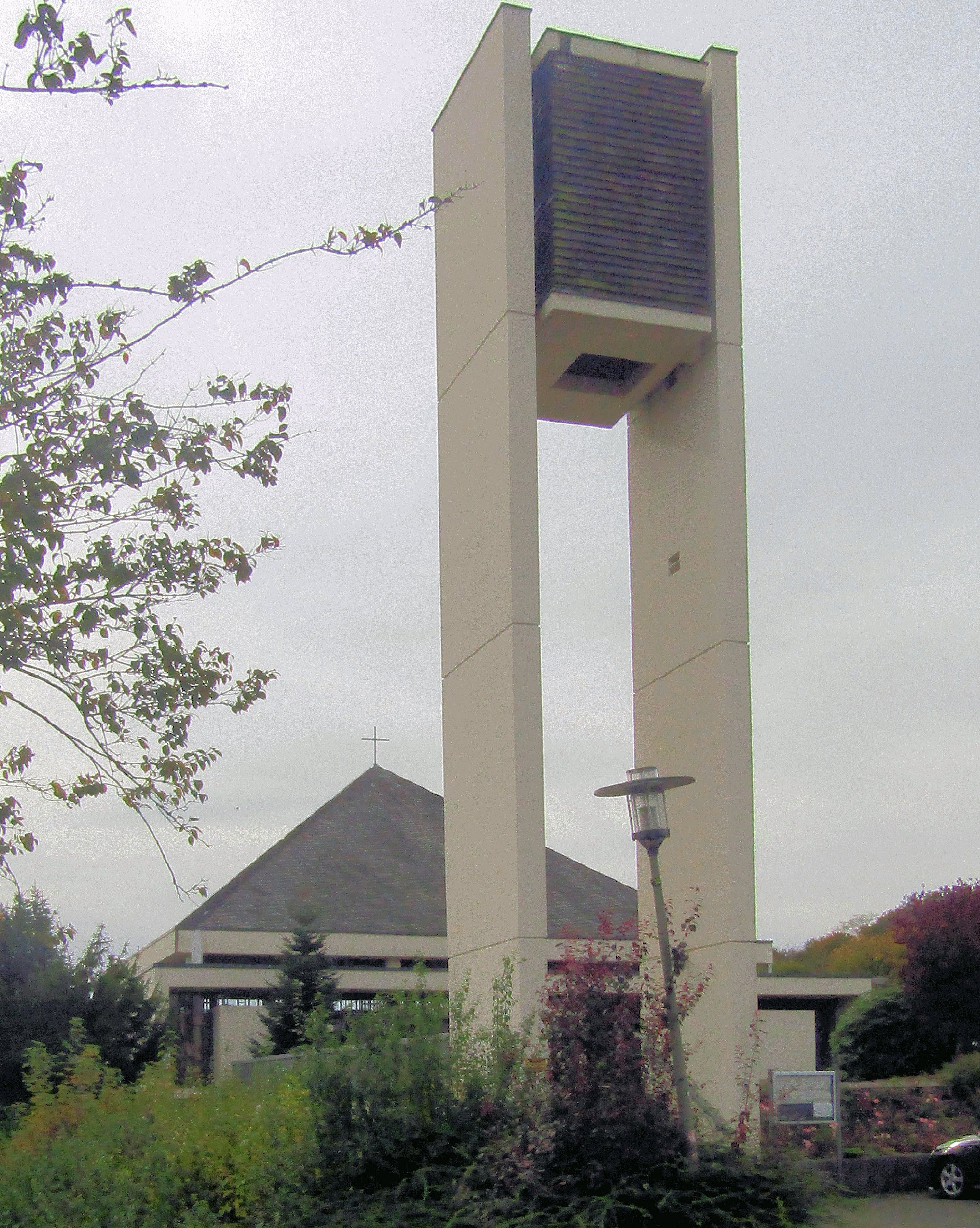
Kirche Don Bosco

→ Liste der Kulturdenkmäler in Wallmenroth

## Persönlichkeiten
- Willi Becker (1918–1977), Politiker, Oberbürgermeister von Düsseldorf und MdL Nordrhein-Westfalens